# RY作战
RY作战是指第二次世界大战期间大日本帝国对瑙鲁与大洋島的入侵计划，其目的在于获取岛上的磷酸盐资源。

## 背景
在第二次世界大战爆发前以及战争期间，瑙鲁岛以及大洋岛虽然孤悬海外，但岛上有着丰富的磷酸盐矿产而并未为人所遗忘。在战前这里是澳大利亚的托管地，岛上的磷酸盐资源由一家英国公司负责开采。磷酸盐是重要的弹药、炸药以及化肥的原料。
1940年末，瑙鲁岛受到德国辅助巡洋舰的炮击，破坏了岛上的磷酸盐开采设施，干扰了盟军的弹药生产。这次袭击后，澳大利亚海军委员会要求英国海军部同意，在此部署兵力以应对海上袭掠。1941年1月4日一艘澳大利亚武装商船改装的巡洋舰抵达大洋岛，在接下来的几个月内澳大利亚和新西兰海军都一直在此地出没，同时一个海军陆战连和两门野战炮也部署到了这两个岛上。
1942年2月底，由于担忧日军对瑙鲁和大洋岛的侵略，一艘自由法國的驱逐舰从新赫布里底群岛出发，2月23日抵达该地，前来协助撤离这两个岛上的人员。撤离行动顺利完成，没有太大的事故。
同年5月珊瑚海海战后日军于5月8日中止了MO作戰，但5月11日，日本海军从拉包爾和布干维尔岛启程，开始进行RY作战。

## 首次入侵
1942年5月11日，志摩清英海军少将以冲岛号布雷舰为旗舰，下辖轻巡龙田号，布雷舰津轻号，驱逐舰卯月号、夕月号从拉包尔出发。高木武雄海军少将的第五巡洋战队为志摩舰队提供掩护，包括重训妙高号、羽黑号，另外还有第30驱逐战队有明号、望月号、时雨号、白露号陪同。担任入侵任务的海军陆战队则搭乘运输船金龙丸和高畑丸。
在经过新爱尔兰岛和布卡島以西的时候，冲岛号04:52被美军S-42號潛艦发射的鱼雷命中，受到重创。侵略部队的护卫舰艇在该区域搜索潜艇、投放深水炸弹，一直持续到11:30，造成了破坏。S-42离开了该区域返回基地。志摩将指挥部转移到夕月号上。望月号曾经尝试拖曳冲岛号，但终告失败，06:40冲岛号在圣乔治海峡沉没05°06′S 153°48′E / 5.100°S 153.800°E。
工作船昭荣丸被派往协助冲岛号的修理，在返回拉包尔的途中被美国潜艇S-44的鱼雷击中，14:40沉没于04°51′S 152°54′E / 4.850°S 152.900°E。
侵略部队虽然损失了冲岛号，但依然在继续前进。但是此时两架来自图拉吉岛的侦察机发现了美国航母企业号以及大黄蜂号正在向瑙鲁进发。这两艘航母是美军根据截获的情报，而故意采取的佯动，让日军以为美军将要在此地发动大规模进攻。美国人的计谋获得了成功：日本人担心没有空中掩护的RY攻略部队无法抵御这两艘航母的攻击，遂于15日中止作战，返回拉包尔。

## 第二次入侵
日本人的攻略部队同年8月26日再次出发，为此投入了轻巡夕张号，驱逐舰追风号、夕月号、有明号、初春号和夕凪号，运输船箱崎丸。
日军29日登陆瑙鲁，30日登陆大洋岛，没有受到抵抗。

## 基地建设
日军登岛后立即开始建设机场。但随着战争形势的发展，这两个岛屿日渐受到孤立。

## 盟军的攻击
在日占时期，美军飞机曾多次轰炸岛上的设施。